# Meijer Indy 300 2006
Meijer Indy 300 2006 var ett race som var den tolfte deltävlingen i IndyCar Series 2006. Racet kördes den 13 augusti på Kentucky Speedway. Sam Hornish Jr. gjorde sitt yttersta för att skapa sig ett gynnsamt läge inför hans svaga bana Infineon Raceway, och tog sin fjärde seger för säsongen. Med det gick han upp i mästerskapsledning före racets trea Hélio Castroneves. Mellan dessa kom Scott Dixon, som räddade sig kvar i mästerskapskampen. Dan Wheldon slutade fyra, och han behöll sin tredjeplats totalt.

## Slutresultat
| Plats | Förare            | Team                     | Grid | Kvaltid |
| ----- | ----------------- | ------------------------ | ---- | ------- |
| 1     | Sam Hornish Jr.   | Marlboro Team Penske     | 2    | 24,406  |
| 2     | Scott Dixon       | Chip Ganassi Racing      | 5    | 24,585  |
| 3     | Hélio Castroneves | Marlboro Team Penske     | 1    | 24,403  |
| 4     | Dan Wheldon       | Chip Ganassi Racing      | 3    | 24,552  |
| 5     | Tony Kanaan       | Andretti Green Racing    | 4    | 24,579  |
| 6     | Vitor Meira       | Panther Racing           | 9    | 24,645  |
| 7     | Tomas Scheckter   | Vision Racing            | 17   | 24,886  |
| 8     | Danica Patrick    | Rahal Letterman Racing   | 11   | 24,728  |
| 9     | Dario Franchitti  | Andretti Green Racing    | 6    | 24,590  |
| 10    | Bryan Herta       | Andretti Green Racing    | 13   | 24,782  |
| 11    | Ed Carpenter      | Vision Racing            | 8    | 24,622  |
| 12    | Sarah Fisher      | Dreyer & Reinbold Racing | 12   | 24,774  |
| 13    | Jeff Bucknum      | A.J. Foyt Enterprises    | 16   | 24,842  |
| 14    | Jeff Simmons      | Rahal Letterman Racing   | 15   | 24,836  |
| 15    | Buddy Rice        | Rahal Letterman Racing   | 14   | 24,834  |
| 16    | Scott Sharp       | Fernández Racing         | 10   | 24,679  |
| 17    | Marco Andretti    | Andretti Green Racing    | 18   | 24,899  |
| 18    | Marty Roth        | Roth Racing              | 19   | 24,971  |
| 19    | Kosuke Matsuura   | Fernández Racing         | 7    | 24,622  |